# Précy-sous-Thil
Précy-sous-Thil este o comună în departamentul Côte-d'Or, Franța. În 2009 avea o populație de 762 de locuitori.

## Evoluția populației
| An        | 1975 | 1982 | 1990 | 1999 | 2006 | 2009 |
| --------- | ---- | ---- | ---- | ---- | ---- | ---- |
| Populație | 535  | 592  | 603  | 708  | 752  | 762  |